# Leiopsammodius ocmulgeei
Leiopsammodius ocmulgeei är en skalbaggsart som beskrevs av Harpootlian, Gordon och Robert E. Woodruff 2000. Leiopsammodius ocmulgeei ingår i släktet Leiopsammodius och familjen Aphodiidae. Inga underarter finns listade i Catalogue of Life.